# Corteza rinal
La corteza rinal es una parte del cerebro, en concreto de la corteza cerebral.
Esta estructura desempeña una papel muy importante en la formación de recuerdos explícitos a largo plazo (no en su almacenamiento).